# Yamaha Cygnus
Le Yamaha Cygnus est un scooter produit par Yamaha de 1995 à 2016. Sur certains marchés, il est également vendu sous la marque MBK, sous le nom de Flame et plus tard sous le nom de New Flame.

## Historique
Disponible en 125 cm3, il est animé par un moteur monocylindre à quatre temps refroidi par air qui délivre une puissance de 8 kW.
Il subit un restylage en 2004. Il change ainsi de nom, passant à Cygnus X. En 2007, le passage de l'alimentation par le carburateur et l'adoption de l'injection permettent son homologation à la norme Euro 3.
Sa commercialisation prend fin en septembre 2016.

## Utilisateurs

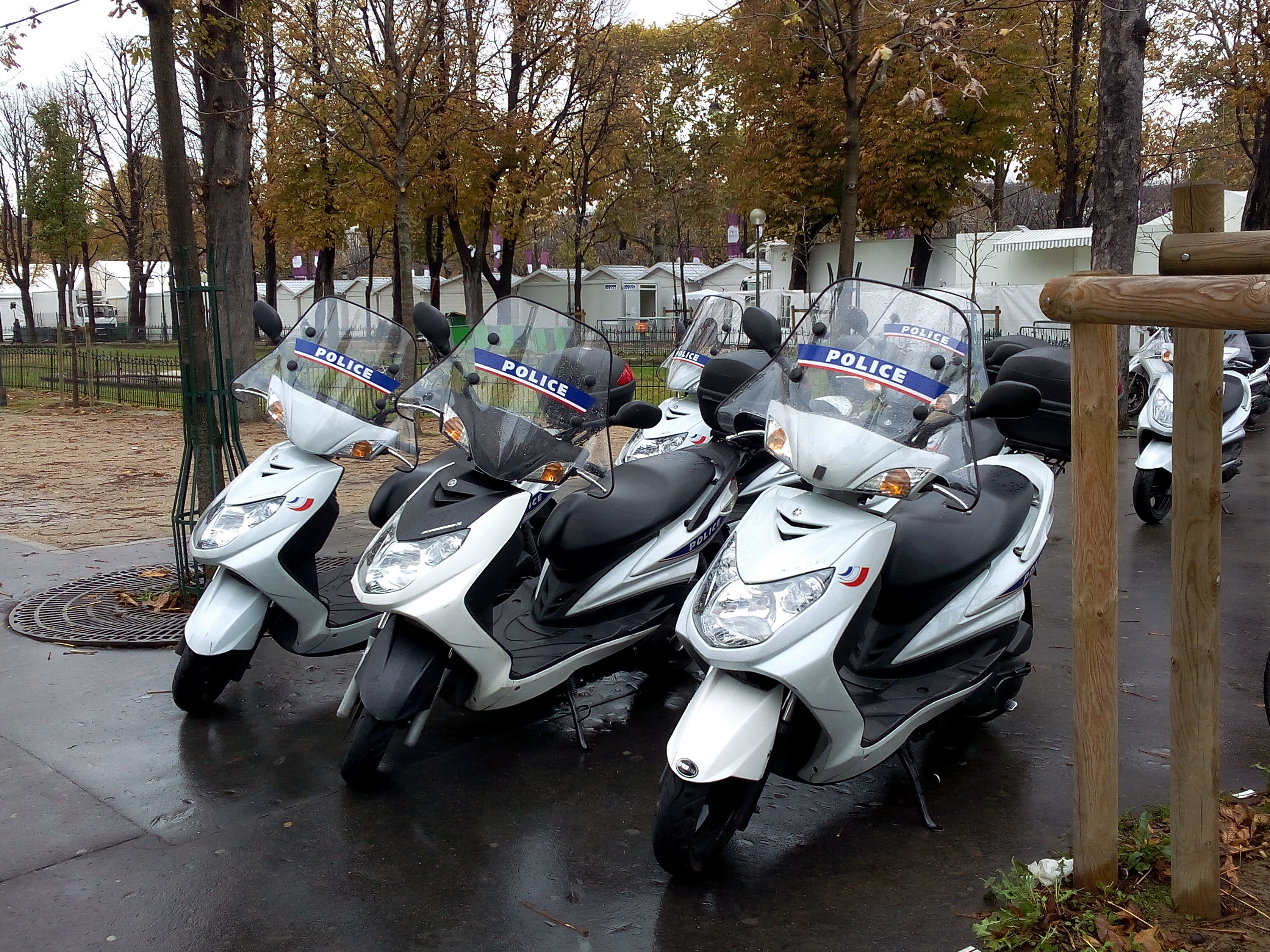
Trois Yamaha Cygnus X de la Police nationale.

Il est utilisé par la Police nationale française.